# Agave peacockii
Agave peacockii är en sparrisväxtart som beskrevs av Croucher. Agave peacockii ingår i släktet Agave och familjen sparrisväxter. Inga underarter finns listade i Catalogue of Life.